# I giochi del 2000
I giochi del 2000 sono stati una collana di giochi da tavolo e di ruolo pubblicati dalla Qualitygame e curati da Andrea Angiolino, a partire dal 1995, caratterizzati da un formato ridotto (32 pagine spillate 1×14 cm) e un costo di sole 2000 lire.
Tra la primavera del 1995 e il 1998 sono usciti a più riprese 23 volumetti numerati, a cadenze semestrali coincidenti con le varie edizioni della manifestazione Lucca Games (che al tempo prevedeva un'edizione autunnale e una primaverile).
I titoli erano distinti nelle sottocollane Duemilaruoli, per i giochi di ruolo, Duemilagames per i libro games, Duemilaguerre per i wargames, Duemilasport per i giochi a tema sportivo, Duemilacarte per i giochi di carte, Duemilavventure per le espansioni di On Stage! . Alcuni titoli vennero poi distribuiti in cofanetto, raggruppati a gruppi di cinque per volta.

## Pubblicazioni

### Duemilaruoli

#### 1950 - Allarme UFO
1950 - Allarme UFO è un gioco di ruolo ispirato alle ambientazioni dei film classici di fantascienza degli anni cinquanta e anni sessanta, come Il mostro della laguna nera o L'invasione degli Ultracorpi. È stato ideato da Antonello Lotronto e pubblicato nel 1996. Nel 2009 è stata pubblicata a cura di Roberto Grassi una nuova edizione che usa il regolamento di Levity. 
I giocatori impersonano personaggi come militari, scienziati e agenti speciali del progetto Blue Book. Oltre alle regole nel volume sono presenti un bestiario e uno scenario di prova.

#### Cyb
Cyb è un gioco di ruolo ad ambientazione fantascientifica, ideato da Andrea Angiolino, Giuliano Boschi, Andrea Carocci, Massimo Casa e Luca Giuliano, pubblicato nel 1998. Nel gioco i personaggi sono cyborg in un mondo controllato da vegetali mutanti. Il gioco e l'avventura introduttiva contenuta erano già apparsi nel 1991 sulla rivista di informatica K. Per ovviare alla possibile difficoltà a reperire i dadi poliedrici, per generare i valori casuali utilizza un mazzo di carte da poker.

#### De eloquentia
De eloquentia è un gioco di ruolo fantasy, ideato da Alessandro Gatti, Teo Mora, Paolo Fasce e Paolo Parrucci e pubblicato nel 1996. Nel gioco, che cerca di dare maggiore peso alla narrazione, i diversi personaggi agiscono come gruppo, ma al tempo stesso perseguono obiettivi personali in contrasto fra loro e spesso in contrasto con quelli del gruppo stesso. Oltre alle regole è presente uno scenario, dal titolo Cinque spade per un solo destino.

#### Kalevala
Kalevala è un gioco di ruolo ambientato nel mondo della mitologia finlandese, ideato da Luigi Castellani e pubblicato nel 1996. Il gioco prende il nome dall'omonimo poema epico. Nel 2003 viene pubblicato in inglese dalla On-A-Stick-Publications con titolo immutato, in una edizione espansa nei contenuti.

#### Mediterraneo
Mediterraneo è un gioco di ruolo ideato da Andrea Angiolino, pubblicato nel 1992 da Demetra e successivamente nel 1995 nella collana I giochi del 2000. Il gioco è ambientato nel mondo della mitologia greca. 
I personaggi sono definiti da quattro caratteristiche principali (agilità, forza, dialettica e concentrazione). Le prove di abilità vengono fatte tirando due dadi a sei facce, di colore diverso, uno considerato positivo e l'altro negativo e sommando al risultato i modificatori dovuti all'azione tentata e alle abilità possedute dal personaggio. Un risultato positivo indica un successo, uno negativo un insuccesso. Ogni personaggio possiede anche una divinità tutelare alla quale può tentare di rivolersi per ottenere un favore. Il piccolo manuale comprende anche un bestiario e una breve avventura.

#### Giallo in casa Vernaschi
Giallo in casa Vernaschi è un murder party ideato da Maurizio Mancini e Mauro Teragnoli, pubblicato nel 1997. Nel volume è contenuto anche un saggio di Andrea Angiolino sui giochi di comitato, di cui il murder party è un sottogenere.

#### Groucho Marx contro Frankenstein, La Mummia e il Vampiro sulla nave pirata in mezzo alla tempesta
Groucho Marx contro Frankenstein, La Mummia e il Vampiro sulla nave pirata in mezzo alla tempesta è un gioco di ruolo dal vivo di tematica horror/demeziale, ideato da Beniamino Sidoti e pubblicato nel 1996. È stato il primo GdRV uscito in italiano, per lo meno tra le traduzioni ed edizioni ufficiali. È pensato per essere giocato in solitaria. Nel 2003 viene tradotto in inglese dalla On-A-Stick-Publications con il titolo di Mucho Graxxias versus Frankenstein, the Mummy and the Vampire on the Pirates' Ship in a Perfect Storm.

#### Maschiacce armate pesantemente - Pockettravel edition
Maschiacce armate pesantemente è l'edizione tascabile dell'omonimo gioco di ruolo, ideato da Greg Porter e pubblicato in questa collana nel 1996. Il volume contiene solo il primo manuale del gioco, a differenza dell'altra edizione italiana autonoma, pubblicata dalla Nexus, che comprende anche le espansioni. Questa parte di regolamento era già stata tradotta e pubblicata sulla rivista Kaos n 7, edita da Granata Press.

#### La regola del gioco - Il cinema senza immagini
La regola del gioco - Il cinema senza immagini è un gioco di ruolo ideato da Marco Perez e Piermaria Maraziti, pubblicato nel 1996. Si tratta di un modulo di GDR adattabile a qualsiasi scenario e qualsiasi ambientazione. Come altri regolamenti generici, come GURPS e Simulacri, non è ispirato a nessuna opera letteraria o cinematografica particolare. Fondamentalmente si tratta di un gioco di narrazione molto simile a giochi di interpretazione pura o giochi di comitato come On Stage!. Nato nel 1995 in versione più estesa per la pubblicazione con l'editore Devil's Den, ma rimasto inedito a causa della chiusura dell'editore, quella pubblicata nel 1996 da Qualitygame ne è una versione ridotta.
Sistema di giocoLa creazione del personaggio avviene mediante la descrizione dello stesso sulla base di tre sfere fondamentali: emotiva, intellettuale e fisica. Per ognuna di esse vengono scelti, in ordine di importanza, tre aggettivi. Il master, dopo una breve indagine su che tipo di partita si vuole giocare e su che personaggi i giocatori vogliono interpretare, deve fare in modo che il gioco risulti equilibrato. Alle descrizioni dei personaggi si aggiungono poi gli aspetti del rapporto con la sorte (il suo rapporto con la fortuna), delle competenze (ciò che sa fare) e delle lacune ciò per cui è negato.
Al contrario dei giochi di ruolo tipici del periodo, in La Regola del Gioco non è ammessa nessuna statistica, e sia le azioni che i combattimenti si risolvono attraverso la narrazione e l'interpretazione delle caratteristiche del personaggio (meccanica di gioco al tempo molto rara). Per esempio un personaggio che abbia nella sfera fisica fiacco, probabilmente non riuscirà in una prova di resistenza alla corsa. Oppure, poiché nelle prove il personaggio va considerato nel suo completo, lo stesso avventuriero, benché fiacco, potrebbe avere anche nella sfera emotiva l'aspetto tenace e riuscire (benché assolutamente sfinito) nella prova.

#### Röle
Röle è un gioco di ruolo ideato da Cosimo Lorenzo Pancini e pubblicato nel 1995. È un gioco con ambientazione fantascientifico/umoristica, con copertina disegnata da Adriano De Vincentiis e illustrazioni interne di Pancini e di Roberto Gigli. Una prima edizione era già stata pubblicata sul numero 9-10 della fanzine Spellbook.

#### Sol Levante
Sol Levante è un gioco di ruolo ambientato nel Giappone medievale, ideato da Eugenio M. Lauro e pubblicato nel 1998.

#### Gli ultimi templari
Gli ultimi templari è un gioco di comitato di Maurizio Mancini, Mauro Teragnoli, pubblicato nel 1995

### Duemilagames

#### Facchetti Celo, Giubertoni Manca!
Facchetti Celo, Giubertoni Manca! pubblicato nel 1996, è diviso in due sezioni, scritte da Domenico Di Giorgio e illustrate da Daniele Barletta. La prima sezione, Giubertoni Manca!, è un libro game in cui un bambino dei primi anni settanta deve completare entro sera la propria collezione di figurine dei calciatori. La seconda sezione, Facchetti Celo, è una raccolta di giochi tradizionali da fare con i doppioni delle figurine o con altri tipi di carte collezionabili.

#### Mitico!
Mitico! è una raccolta di tre racconti gioco di ambientazione mitologica, scritti da Andrea Angiolino: L'isola di Anastrofe, Il labirinto di Creta (un racconto di puro labirinto) e il "poema-game" L'Oripetea. Venne pubblicato nel 1995.

#### Spartaco: la rivolta dei gladiatori
Spartaco: la rivolta dei gladiatori è un libro game di ambientazione storica, ispirato all'omonimo gladiatore, ideato da Nicola Zotti e pubblicato nel 1995

### Duemilaguerre

#### Atlantic wars
Atlantic wars è un wargame tridimensionale ideato da Roberto "Rog" Gigli e pubblicato nel 1995. Fa uso dei soldatini dell'Atlantic come miniature per gli scontri, sia le serie rappresentanti eserciti moderni, sia quelle storiche e fantascientifiche (come le linee relative agli anime di Capitan Harlock e UFO Robot Goldrake), ognuno identificato da valori e abilità usabili nel gioco.

#### Pizza Wars
Pizza Wars, è un atipico wargame ideato da James LaFond e pubblicato nel 1998. Il gioco si svolge su delle reali pizza facite, usando come pedine i vari tipi di condimento (carciofini, funghi, fette di salame...), alla conquista delle fette nemiche.

#### Posto di combattimento
Posto di combattimento è un wargame navale, ambientato nella seconda guerra mondiale, ideato da Alberto Santoni e pubblicato nel 1996. Si tratta di una riedizione aggiornata del gioco originario, pubblicato sulla rivista Storia e modellismo tra il 1979 ed il 1980 nei numeri C11, D3 e D5. Il gioco fa uso di una coppia di mazzi di carte ed il volume è graficamente arricchito da foto d'epoca di navi e aerei.

### Duemilasport

#### Dream team
Dream team è un regolamento per un gioco simile al Fantacalcio, basato però sul basket (con come riferimento la serie A italiana di pallacanestro). Il gioco è stato ideato da Stefano Giusti ed è stato pubblicato nel 1996.

### Duemilacarte

#### Elemental wars
Elemental wars è un gioco di carte (non collezionabile), ad ambientazione fantasy, ideato da Luigi Ferrini, Millo Franzoni e Marco Tarini, pubblicato nel 1997. All'interno del volume, oltre alle regole, è presente la raccolta di carte da fotocopiare e ritagliare. Il gioco prevede da 2 a 4 giocatori, con la possibilità di giocare due contro due.

### Duemilavventure

#### Biancaneve e i tre porcellini
Biancaneve e i tre porcellini è un'espansione di Andrea Angiolino per il gioco di ruolo On Stage! a tema favolistico, in cui le più note fiabe si intrecciano e convivono in un'unica trama. Il modulo è stato pubblicato nel 1995.

#### Fagioli, dollari e polvere da sparo
Fagioli, dollari e polvere da sparo è un'espansione per il gioco di ruolo On Stage!, che introduce le tematiche western, ideata da Massimiliano Roveri e Maurizio Roveri e pubblicata nel 1995. Lo scenario allegato, Per un pugno di... (ispirato, tra gli altri, al noto film di Sergio Leone Per un pugno di dollari) è pensato per un gruppo di almeno 6 giocatori, anche se i raccomandati sono almeno 8.

#### Sogno di una notte di mezza estate
Sogno di una notte di mezza estate è un'espansione per il gioco di ruolo On Stage! a tema shakespeariano, ideata da Luca Giuliano e pubblicata nel 1995.